# الكتيفة (حجر)
'

تعديل مصدري - تعديل

الكتيفة هي إحدى قرى عزلة الجول بمديرية حجر التابعة لمحافظة حضرموت، بلغ تعداد سكانها 163 نسمة حسب تعداد اليمن لعام 2004.